# إلينا جاسينتو فيليز
إلينا جاسينتو فيليز (بالإسبانية: Elena Jacinto Velez)‏ هي لاعبة تنس الكراسي المتحركة ‏ إسبانية، ولدت في 10 أبريل 1985 في برشلونة في إسبانيا.

## وصلات خارجية
- إلينا جاسينتو فيليز على موقع الاتحاد الدولي لكرة المضرب (الإنجليزية)
- إلينا جاسينتو فيليز على موقع Paralympic.org (الإنجليزية)
- إلينا جاسينتو فيليز على موقع اللجنة البارالمبية الإسبانية (الإسبانية)